# Louis Bourdaloue

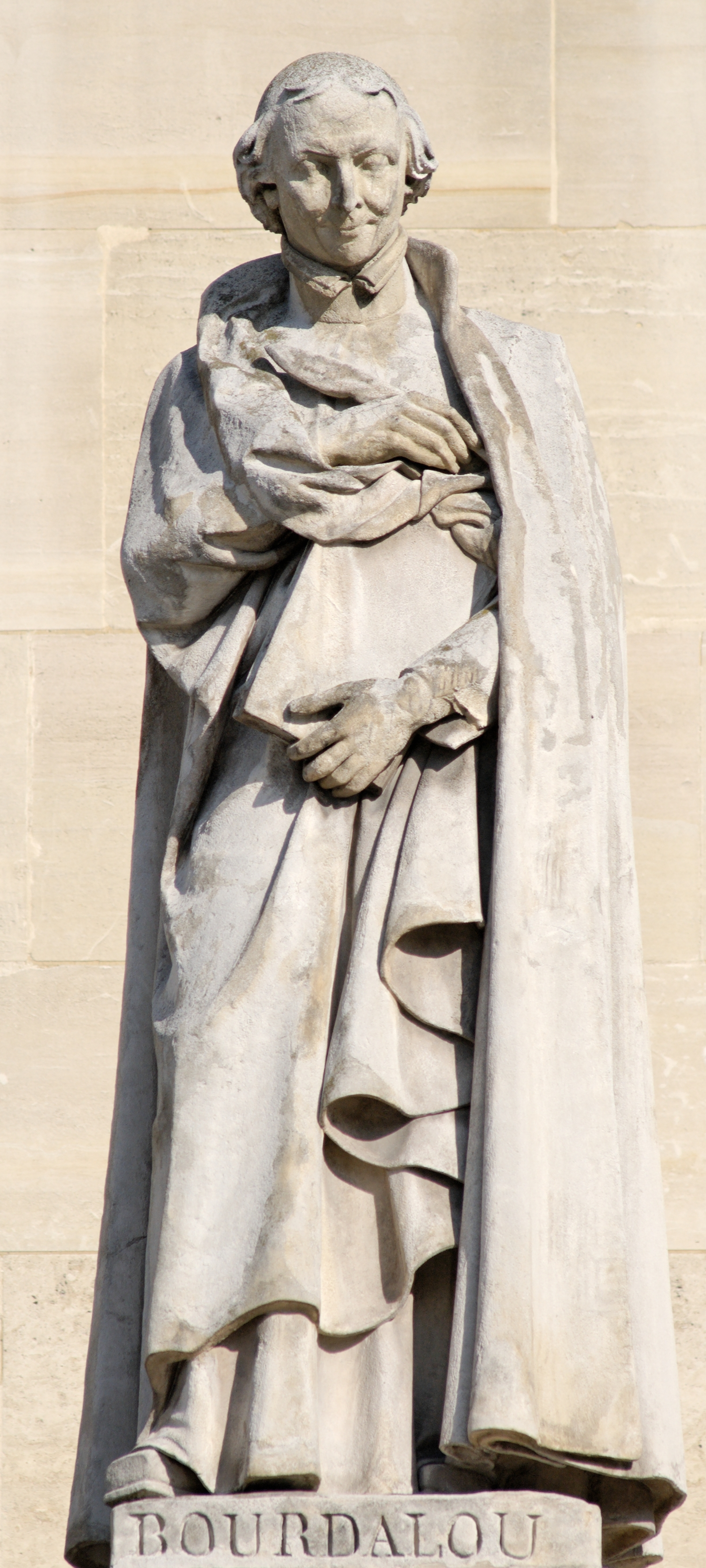
Louis Bourdaloue

Louis Bourdaloue, ibland Bourdalou, född 1632 död 1704, var en fransk jesuit, verksam i Paris och känd för sina uppskattade, välformulerade och omfattande predikningar bl.a. vid Ludvig XIV:s hov.
Hans predikningar blev stilbildande och han var också mycket efterfrågad som biktfader. Bourdaloue kallades ibland för ’den blinde predikaren’, då han hade för vana att tala med slutna ögon för att med säkerhet kunna erinra sig sina argument. Flera av hans predikningar fortlever i skriftlig form.
| ” | Det finns inget värdefullare än tid, ty den är evighetens pris. | „ |

Hans predikningar har utgivits flera gånger, bland annat 1822-26 och en kritisk utgåva 1901. Louis Bourdaloue har gett upphov till namnet på ett kärl använt av kvinnor vid urinering, bourdalou.